# 泛喜马拉雅植物志
《泛喜马拉雅植物志》（Flora of Pan-Himalayas）是关于泛喜马拉雅地区所有野生的和已归化的维管束植物的植物志，由中国、英国、印度、尼泊尔、日本、美国的植物学家合作，以英文记录，以文字版和网络版两种形式问世，共分50卷、80册出版，计划2020年完成。
喜马拉雅山及其邻近地区（简称泛喜马拉雅）的范围西自阿富汗的瓦罕走廊，沿兴都库什山脉东北部、喀喇昆仑山、喜马拉雅山，东至横断山脉东缘，包括阿富汗东北角、巴基斯坦北部、印度北部、尼泊尔、不丹、缅甸北部，以及中国的西藏南部、青海东南部、甘肃东南部、四川西部和云南西北部，总面积为156.6万平方公里，其中95万平方公里位于中国境内。这一地区海拔高差大，气候多变，环境复杂，据估计，该地区植物种总数约2万种，其中中国境内约有1.3万种。目前关于这一地区仅有一些零散的区域性植物志，如《英属印度植物志》、《不丹植物志》、《巴基斯坦植物志》、《西藏植物志》、《横断山区维管植物》等，《泛喜马拉雅植物志》将是该地区植物的首次全面、系统、科学的考察记录。《泛喜马拉雅植物志》被子植物采用APG III系统，蕨类和裸子植物也采用最新的分类系统。